# Илеш
Илеш (мађ. Üllés) је село у Мађарској, јужном делу државе. Село управо припада Морахаломском срезу Чонградско-чанадске жупаније, са седиштем у Сегедину.

## Природне одлике
Насеље Илеш налази у јужном делу Мађарске.
Подручје око насеља је равничарско (Панонска низија), приближне надморске висине око 120mм. Западно од насеља се уздиже Телечка пешчара, а источно је плодна равница Потисја.

## Становништво
Према подацима из 2013. године Илеш је имао 3.062 становника. Последњих година број становника стагнира.
Претежно становништво у насељу су Мађари (99%) римокатоличке вероисповести. Остало су Роми.